# Aurora FC
Der Aurora Fútbol Club ist ein traditionsreicher  guatemaltekischer Fußballverein aus der Hauptstadt Guatemala-Stadt.

## Geschichte
Der Verein, der der Armee unterstellt ist, wurde am 14. April 1945 unter dem Namen Aurora de la Guardia de Honor gegründet. 1946 erhielt er seinen heutigen Namen. Der Verein spielt in vertikal schwarz-gelb gestreiften Trikots mit schwarzen Hosen. Aurora konnte bereits mehrmals die nationale Meisterschaft und den guatemaltekischen Pokal gewinnen. 1976 und 1979 konnte außerdem das UNCAF Club Tournament gewonnen werden. 2005 stieg der Verein nach 58-jähriger Zugehörigkeit aus der Liga Mayor ab. 2020 konnte man dann die Apertura in der zweitklassigen Primera División de Ascenso gewinnen.

## Stadion
Seine Heimspiele trägt die Mannschaft von Aurora im Estadio Del Ejército aus. Das reine Fußballstadion wurde 1950 erbaut und bietet 12.453 Sitzplätze.

## Erfolge
- Guatemaltekische Meisterschaft
  - Meister: 1964, 1966, 1968, 1975, 1978, 1984, 1986, 1993
  - Vize-Meister: 1969, 1970, 1971, 1973, 1974, 1987, 1988, 1995, 1997
- Guatemaltekischer Pokal
  - Sieger: 1959, 1968, 1969, 1984, 1993
- UNCAF Club Tournament
  - Sieger: 1976, 1979
  - Finalist: 1972, 1983

## Beste Torschützen
- Jorge Roldán Popol (1958–73) 111 Tore
- Edgar Arriaza (1996, 2005) 88 Tore
- Selvin Pennant (1974–82) 87 Tore

## Bekannte Spieler
- Washington Castagnero
- Julio Gómez Rendón
- Rodolfo "Nixon" García